# Agustín Angarita Niño
Agustín Angarita Niño (Colombia, siglo XX) fue un militar colombiano, miembro del Ejército Nacional de Colombia.

## Biografía
Formado en la Escuela Militar de Cadetes. Participó en la guerra de Corea, como parte del Batallón Colombia, con el rango de Capitán y Teniente.
Fue Coronel en Cundinamarca, y Brigadier general de la Segunda brigada del Ejército Nacional con sede en Barranquilla.
Fue comandante de la Sexta Brigada con sede en Ibagué, y de la  Octava Brigada.
Obtuvo una Orden de Mérito del Ejército de Brasil.

## Homenajes
El Batallón de Ingenieros Agustín Angarita Niño de la Tercera División del Ejército Nacional.